# Jan Łopuszański (fizyk)
Jan Tadeusz Łopuszański (ur. 21 października 1923 we Lwowie, zm. 30 kwietnia 2008 we Wrocławiu) – polski fizyk-teoretyk.

## Życiorys
W latach 1945–50 studiował fizykę na Uniwersytecie Wrocławskim.
Stopień doktora nauk fizycznych uzyskał w 1955 r. na Uniwersytecie Jagiellońskim, od r. 1959 był profesorem fizyki teoretycznej Uniwersytetu Wrocławskiego.
W 1957 został wybrany na prodziekana, a w latach 1962-1968 pełnił funkcję Dziekana Wydziału Matematyki, Fizyki i Chemii Uniwersytetu Wrocławskiego. W latach 1954–1968 pracował także we Wrocławskim Oddziale Polskiej Akademii Nauk. W latach 1970–1984 był Dyrektorem Instytutu Fizyki Teoretycznej Uniwersytetu Wrocławskiego. Według opinii wielu kolegów fizyków, w kraju i zagranicą, był to złoty okres w historii Instytutu, kiedy to nastąpił burzliwy rozwój nowych kierunków badań i owocnych kontaktów zagranicznych. Od roku 1986 członek rzeczywisty Polskiej Akademii Nauk.
W szczególności znane twierdzenie Haaga-Łopuszańskiego-Sohniusa ukierunkowało dalsze badania w dziedzinie supersymetrycznych teorii pola. Jan Łopuszański współpracował z wieloma wybitnymi fizykami zagranicznymi, w tym: z L.Van Howe i T. Ruijgrokiem (Utrecht), K.O. Friedriechsem i B. Zumino (New York), H. Reeh (Princeton, potem Getynga), R. Haagiem i M. Sohniusem (Hamburg). Jest autorem 75 publikacji naukowych, 26 prac przeglądowych.
Był jednym z głównych inicjatorów Międzynarodowej Zimowej Szkoły Fizyki Teoretycznej w Karpaczu. Wypromował 11 doktorów, był promotorem doktoratów honoris causa nadanych przez Uniwersytet Wrocławski dwóm Laureatom Nagrody Nobla, profesorom C. N. Yangowi i A. Salamowi. Odznaczony był Srebrnym Krzyżem Zasługi (1955), Krzyżem Kawalerskim Orderu Odrodzenia Polski (1965), Medalem Komisji Edukacji Narodowej (1976), tytułem Zasłużonego Nauczyciela PRL (1980) oraz Medalami 10-, 30- i 40-lecia PRL. W 1991 został odznaczony Krzyżem Oficerskim Orderu Odrodzenia Polski.

## Życie prywatne
J. Łopuszański po rozwodzie z Haliną Pidek, z którą miał syna Macieja Łopuszańskiego, ożenił się z Barbarą Zasłonką. Wśród jego hobby wymienia się muzykę barokową i uprawianie ogrodu.
Zmarł na zawał serca 30 kwietnia 2008 w swoim domu we Wrocławiu.
Pochowany został na Cmentarzu Świętej Rodziny na Sępolnie.

## Książki i skrypty
- J. Łopuszański, A Pawlikowski, “Fizyka statystyczna”, PWN, Warszawa 1969
- J. Łopuszański, “Wstęp do aksjomatycznej teorii pola kwantowego”, 1964
- J. Łopuszański, “Introduction to axiomatic quantum field theory. Vol.1”
- J. Łopuszański, “An Introduction to the conventional quantum field theory”, Uniwersytet Wrocławski (1976)
- J. Łopuszański, “O symetrii w kwantowej teorii pola”, 1983
- J. Łopuszański, “O znaczeniu potencjałów elektromagnetycznych w ...”, 1984
- J. Łopuszański, “Spinorial Calculus” (PWN Wrocław, 1984)
- J. Łopuszański, “Rachunek spinorów”, PWN Warszawa (1985).
- J. Łopuszański, “An Introduction to Symmetry and Supersymmetry in Quantum Field Theory” (World Scientific, Singapore, 1991)
- J. Łopuszański, A. Pękalski, J. Przystawa [ed], “Magnetism in metals and metallic compounds”, Conference Proceedings, Plenum Press, New York (1974)